# Fogh & Følner
Fogh & Følner Arkitektfirma A/S er en dansk tegnestue grundlagt af Johan Fogh og Per Følner. De indgik samabejde om fælles deltagelse arkitektkonkurrencer i 1969 og etablerede virksomheden i 1976. Firmaet foretager nybyggeri og restaureringsopgaver. Firmaet beskæftiger ca. 15 medarbejdere. I dag ledes tegnestuen af indehaverne Lars Møller Andersen og Stig Andersen. Fogh er fortsat tilknyttet firmaet.